# Убийство по книге
«Убийство по книге» (англ. Murder by the Book) — фильм режиссёра Стивена Спилберга, вышедший в 1971 году. Является третьим по счёту телевизионным фильмом о лейтенанте Коломбо, но поскольку первые два фильма не входят в сериал, формально этот выпуск считается первой серией первого сезона.

## Сюжет
В творческом дуэте писателей популярной серии детективов Джима Ферриса и Кена Франклина разлад. Джим, являющийся основным писателем, устал от своей основной героини и решает завершить серию и одновременно разорвать отношения с Кеном. Франклин, привыкший жить на широкую ногу, понимает, его роскошная жизнь скоро закончится. Он ради страховки решает убить своего напарника Джима Ферриса, используя черновой сюжет одного из детективных романов. Франклин заманивает его в свой загородный дом, по пути оставляя для полиции несколько фальшивых улик, и убивает его. Однако оказывается, что идеальные преступления бывают только в книгах, а в жизни убийце приходится сначала разбираться с шантажирующей его случайной свидетельницей, от которой он избавляется, ударив её по голове и утопив в озере, а потом и с полицейским следователем Коломбо, который наблюдает за ним, прикидываясь ничего не подозревающим простаком.
Коломбо последовательно отбрасывает все ложные следы, оставленные Франклином. Он расспрашивает супругу Ферриса, и узнаёт, что вклад Франклина в общее творчество очень незначителен. В финальном противостоянии с убийцей Коломбо объясняет, что первое убийство было тщательно спланировано и изощрённо исполнено, однако убийство женщины было плохо подготовлено. Он объясняет это тем, что убийство Ферриса было задумано им же самим как часть сюжета не вышедшего романа, когда как женщину убили без какого-либо плана. В доказательство этому Коломбо приводит черновые записи Ферриса, которые в точности описывают его убийство. Франклин сознается в содеянном, отмечая лишь, что основная идея сюжета была придумана им самим много лет назад, но он не предусмотрел то, что Феррис имел привычку записывать любые хоть стоящие идеи.

## В ролях
- Питер Фальк — лейтенант Коломбо
- Джек Кэссиди — Кен Франклин
- Розмари Форсайт — Джоанна Феррис
- Мартин Милнер — Джим Феррис
- Барбара Колби — Лили Ла Санка
- Линетт Меттей — Глория-мл.
- Берни Кирби — Майк Такер
- Хоук Хоуэлл — сержант
- Хэвен Ирли Хёли — 2-й репортёр
- Анитра Форд — женщина в театре

## Критика
Критик Variety Daily Тони Скотт, отмечая определённую ограниченность сценария, при этом признал, что серия с профессиональной точки зрения была хорошо снята благодаря режиссировавшему её Стивену Спилбергу. Сам Спилберг называет эту серию одной из двух своих лучших режиссёрских работ в сериалах. При этом сам он утверждает, что в основном только помогал ведущему актёру — Питеру Фальку. В списке «100 лучших серий сериалов в истории», выпущенном журналом TV Guide в 1997 году по результатам голосования читателей, серия «Коломбо: Убийство по книге» заняла 16-е место.
В книге, посвящённой творчеству Стивена Спилберга, киновед Уоррен Бакленд выделяет этой ранней работе будущего мастера, с которым сотрудничал легендарный оператор Расселл Метти, отдельную главу. Подробный покадровый разбор, выделяющий элегантные решения, призван показать рост Спилберга как режиссёра. В частности, показано, как Спилбергу удалось, показывая движение автомобиля, соблюсти правило 180 градусов, которое в предыдущей его работе — первой серии сериала «Ночная галерея» — было нарушено. В сцене, предшествующей убийству, Бакленд обращает внимание на выделенную режиссёром деталь — прихваченную в последний момент со стола зажигалку, которую убийца использовал как предлог, чтобы одному вернуться в кабинет жертвы. Анализируя кадр, где убийца снят на фоне портрета их общего с жертвой персонажа — женщины-детектива миссис Мелвилл, — Бакленд усматривает в нём несколько понятийных планов, от простого перехода между мизансценами до намёка на то, насколько отличаются вымышленные преступления от задуманного настоящего. Подробно описана съёмка с четырёх ракурсов обыденной сцены беседы в автомобиле, придающая ей динамичность: вначале съёмка ведётся с заднего сиденья, затем камера крепится к борту машины, потом к лобовому стеклу, показывая беседующих спереди, перед тем как переместиться вновь на заднее сиденье, и наконец установлена у края дороги, снимая пролетающую машину. Позднее Спилберг ещё более изобретательно снимет подобную сцену в фильме «Дуэль». Отмечается сознательная перекличка двух эпизодов — открывающего и завершающего серию: в обоих эпизодах показана машина Кена, подъезжающая к зданию, где расположен их с Джимом офис; Коломбо в последнем эпизоде сидит в том же кресле, что и Джим в первом; а выходя из офиса, проходит перед портретом миссис Мелвилл, на фоне которого появляются первые из финальных титров — с фамилией режиссёра. В то же время Бакленд подчёркивает ещё не исчезнувшее у Спилберга в этот период стремление к вычурности ракурсов и, в определённой мере, необязательным трюкам — очень низким и очень высоким углам съёмки, чрезмерно долгим близким планам, наезжающей на камеру машине и так далее.
Работавший со Спилбергом над серией сценарист и продюсер Уильям Линк также отмечает одно из нестандартных решений Спилберга, старавшегося избегать в своём творчестве кинематографических клише: если в большинстве фильмов нападение на женщину сопровождается громким воплем жертвы, то Спилберг оборвал эпизод в момент нападения, погрузив экран в черноту.